# Либан на Светском првенству у атлетици на отвореном 2015.
Либан је учествовао на Светском првенству у атлетици на отвореном 2015. одржаном у Пекингу од 22. до 30. августа петнаести пут, односно учествовао је на свим првенствима до данас. Репрезентацију Либана представљала је једна атлетичарка која се такмичила у трчању на 100 метара.,.
На овом првенству такмичарка Либана није освојила ниједну медаљу нити је остварила неки резултат.

## Учесници
Жене:
- Азиза Сбаити — 100 м

## Резултати

### Жене
| Атлетичарка  | Дисциплина | Лични рекорд | Квалификације | Квалификације | Полуфинале           | Полуфинале           | Финале               | Финале       | Детаљи |
| Атлетичарка  | Дисциплина | Лични рекорд | Резултат      | Место         | Резултат             | Место                | Резултат             | Место        | Детаљи |
| ------------ | ---------- | ------------ | ------------- | ------------- | -------------------- | -------------------- | -------------------- | ------------ | ------ |
| Азиза Сбаити | 100 м      | 11,91        | 11,98         | 7. у гр. 3    | Није се квалификовао | Није се квалификовао | Није се квалификовао | 44 / 52 (54) |        |